# Hikaru Nakamura
Hikaru Nakamura, (中村光 Nakamura Hikaru, nascut el 9 de desembre de 1987 a Hirakata) és un jugador d'escacs estatunidenc, que té el títol de Gran Mestre des de 2003. Ha estat cinc cops Campió dels Estats Units, i és un dels pocs jugadors al món que han superat la barrera dels 2800 punts d'Elo.
A la llista d'Elo de la FIDE de l'abril de 2023, hi tenia un Elo de 2775 punts, cosa que en feia el jugador número 1 de la història dels Estats Units i d'Amèrica, i el 5è millor jugador del rànquing mundial (en actiu). El seu màxim Elo va ser de 2816 punts, a la llista de l'octubre de 2015 (posició 2 al rànquing mundial). En referència a l'Elo de partides blitz ha sigut el número 1 del món en diferents ocasions, i actualment és el número 2 darrere d'Alireza Firouzja.
|  |

## Biografia
Nakamura va néixer a Hirakata, Prefectura d'Osaka, al Japó, fill de pare japonès i mare estatunidenca. Amb dos anys, la família va mudar-se als Estats Units. Allà, va començar a jugar als escacs als 7 anys, entrenat pel seu padrastre Sunil Weeramantry, un Mestre de la FIDE i escriptor d'escacs de Sri Lanka.
Amb 10 anys i 79 dies, en Nakamura obtingué el títol de mestre d'escacs de la USCF, essent el més jove estatunidenc de la història en fer-ho, trencant el rècord previ de Vinay Bhat; el rècord de Nakamura es mantingué fins al 2008, quan Nicholas Nip assolí el títol amb 9 anys i 11 mesos. El 1999, en Nakamura va guanyar el Premi Laura Aspis, donat anualment al jugador de la USCF menor de 13 anys de més alt rànquing. El 2003, a l'edat de 15 anys i 79 dies, en Nakamura va incrementar la seva reputació com a prodigi dels escacs, esdevenint el més jove estatunidenc de tots els temps en obtenir el títol de Gran Mestre, trencant per tres mesos el rècord anterior de Bobby Fischer. El rècord va ser trencat posteriorment per Fabiano Caruana i per Ray Robson.

## Resultats destacats en competició
Al novembre de l'any 2005, va participar en la Copa del món de 2005 a Khanti-Mansisk, un torneig classificatori per al cicle del Campionat del món de 2007, on tingué una molt mala actuació i fou eliminat en primera ronda per Surya Sekar Ganguly. El 2007 va empatar als llocs 1r-8è amb Darmén Sadvakàssov, Alexander Shabalov, Varuzhan Akobian, Zviad Izoria, Victor Mikhalevski, Magesh Chandran Panchanathan i Justin Sarkar a l'Obert de Miami. També el 2007 empatà als llocs 2n-4t amb Oleksandr Aresxenko i Emil Sutovsky al 5è GibTelecom Chess Festival (el campió fou Vladímir Akopian). L'octubre del 2007 s'imposà clarament en el Magistral Casino de Barcelona.
L'agost de 2013 participà en la Copa del Món de 2013, on tingué una bona actuació, i arribà a la quarta ronda, on fou eliminat per Anton Kórobov ½–1½.
El febrer del 2015 fou clarament guanyador del Festival de Gibraltar amb una puntuació de 8½ (7 victòries i tres taules). També el mateix mes, Nakamura fou el guanyador del Zurich Chess Challenge 2015, després de guanyar una partida a ràpides contra Viswanathan Anand pel desempat al primer lloc. L'abril del 2015 fou per quarta vegada campió dels Estats Units amb 8 punts, mig punt per davant del segon classificat Ray Robson.
El febrer de 2016 guanyà de nou el Festival de Gibraltar amb 8 punts de 10 partides, els mateixos punts que Maxime Vachier-Lagrave que el guanyà en les partides de desempat amb quatre taules i una victòria final per armageddon.
El juliol de 2016 fou segon a la Final de Mestres del Grand Slam de Bilbao (el campió fou Magnus Carlsen. En aquest torneig va aconseguir guanyar Carlsen en partides clàssiques per primer cop en la seva carrera. L'octubre de 2016 va participar al torneig Grandmaster Blitz Battle Championship de Chess.com. El 27 d'octubre va jugar contra Carlsen a la final, en la qual van jugar semiràpides i ràpides durant tres hores, fins que Carlsen guanyà Nakamura 14½ a 10½.
El gener-febrer de 2017, empatà al primer lloc amb David Antón i Yu Yangyi al Gibraltar Chess Festival amb 8/10 punts i finalment va guanyar al desempat a tres.
El setembre de 2017 empatà al segon lloc amb Viswanathan Anand a l'Obert de l'Illa de Man, torneig que es va celebrar entre el 23 de setembre i l'u d'octubre, mig punt per sota del campió, Magnus Carlsen. Des de l'octubre de 2017 el gener de 2018, Nakamura va disputar la segona edició del campionat d'escacs ràpids de Chess.com. El 3 de gener va disputar la final, que va perdre 18–9 contra Magnus Carlsen, que guanyà el torneig per segon cop seguit.
El febrer de 2018 va disputar contra Carlsen el Campionat no oficial d'escacs aleatoris de Fischer, i fou derrotat amb un marcador de 14–10.
El març de 2019 Nakamura va guanyar el seu cinquè Campionat dels Estats Units, amb una puntuació de 8/11, mig punt per damunt de Fabiano Caruana i Leinier Domínguez.
L'octubre de 2019 fou setè al fort Gran Torneig Suís de la FIDE de 2019 a l'Illa de Man (el campió fou Wang Hao).

## Obres
- Harper, Bruce; Nakamura, Hikaru. Bullet Chess: One Minute to Mate.  Russell Enterprises, 2009. ISBN 978-1-888690-67-5.